# Ácido N-acetilmurámico
El ácido N-Acetilmurámico o MurNAc es un monosacárido que proviene de la unión mediante un enlace éter entre el ácido láctico y la N-Acetilglucosamina. Forma parte de uno de los biopolímeros que conforman la pared celular de las bacterias, en cuya estructura se alternan unidades de N-Acetilglucosamina y de ácido N-Acetilmurámico, entrecruzados con oligopéptidos unidos a los residuos de ácido láctico del MurNAc. Esta estructura en su conjunto es denominada peptidoglicano.

## Importancia clínica
La pared celular de las Clamidias no presenta ácido murámico, lo cual es una excepción, ya que la mayoría de las bacterias presentan ácido murámico en sus paredes. Este dato es clínicamente relevante, ya que esta ausencia es la razón por la cual la penicilina no es efectiva en el tratamiento de la infección por clamidias, teniendo que usar en su lugar inhibidores de la síntesis de proteínas como la doxiciclina o la azitromicina.
La síntesis del MurNAc es inhibida por la fosfomicina, un antibiótico obtenido a partir de ciertas especies de Streptomyces.